# Séisme de 1907 en Calabre
Le séisme de 1907 en Calabre est un tremblement de terre qui s'est produit le 23 octobre 1907 à 21 h 28 sur la côte sud-est de la  Calabre. Le séisme  de magnitude 5,9 a frappé à une profondeur de 33 km dans la région de Gerace - Siderno. L'événement a causé 167 morts et des dégâts majeurs.
La zone épicentrale comprend uniquement la ville de Ferruzzano , où de nombreuses maisons se sont effondrées et 158 personnes, soit 8% de sa population sont tuées.Ferruzano avait également été touché lors du tremblement de terre de 1905.
Près d'un mois plus tard, le 17 novembre 1907, la région de Ferruzzano, Brancaleone et Bianco a est de nouveau touchée.
Le  23 janvier 1908, la région est de nouveau frappée par un tremblement de terre.
Les gens se refugient dans les champs ou dans les grottes souterraines voisines,.
À Ferruzzano, les nouvelles maisons construites après les tremblements de terre de 1905 et 1907 ont résisté aux chocs du tremblement de terre de 1908 à Messine.